# Paul-Gerhardt-Kirche (Escherode)

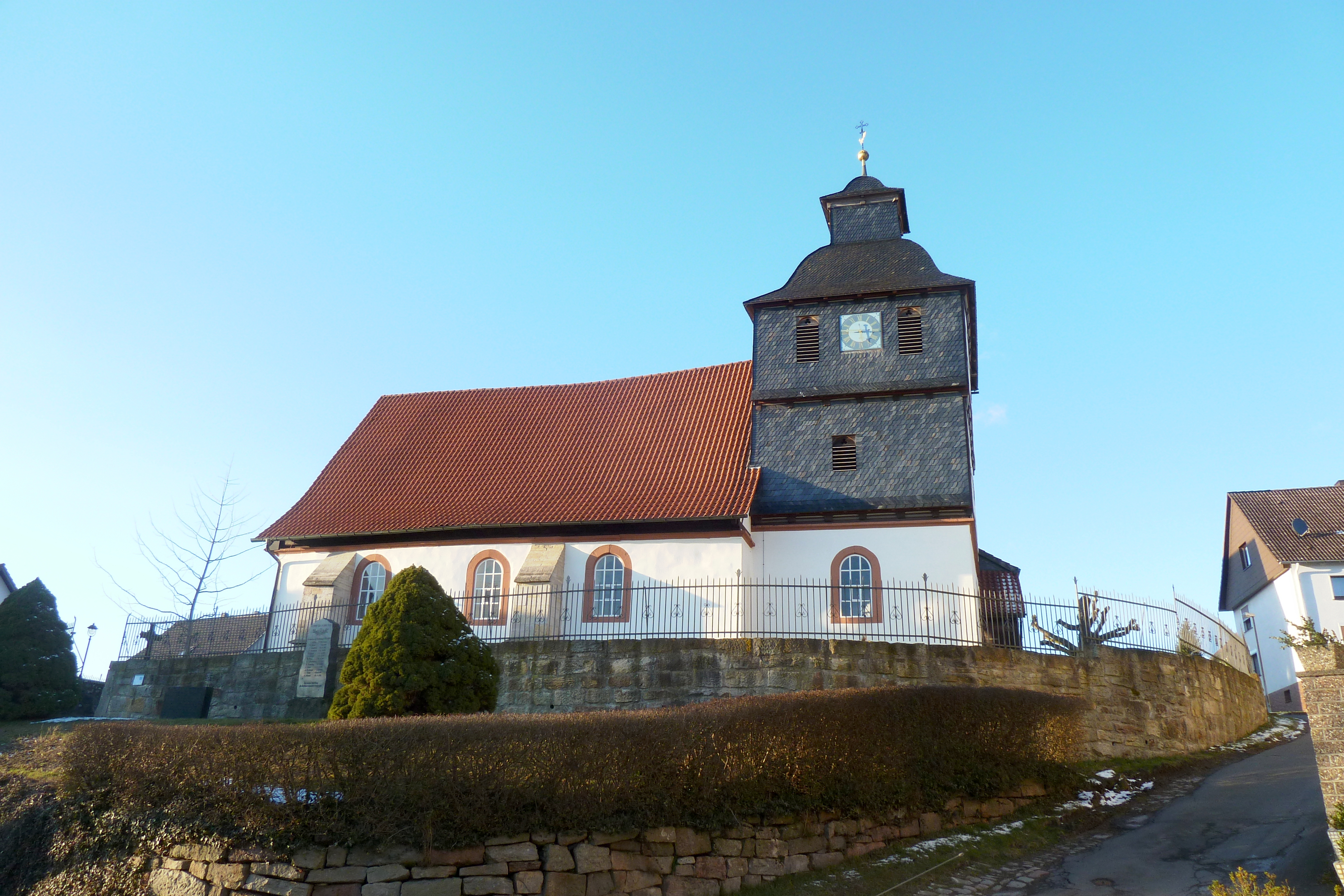
Paul-Gerhardt-Kirche

Die evangelisch-lutherische denkmalgeschützte Paul-Gerhardt-Kirche steht in Escherode, einem Ortsteil der Gemeinde Staufenberg im Landkreis Göttingen von Niedersachsen. Die Kirche gehört zur Dreieinigkeits-Kirchengemeinde Escherode/Dahlheim/Nienhagen-Nieste im Kirchenkreis Göttingen-Münden im Sprengel Hildesheim-Göttingen der Evangelisch-lutherischen Landeskirche Hannovers. Seit 2023 ist die Kirchengemeinde Escherode-Nieste mit der Kirchengemeinde Uschlag pfarramtlich verbunden. Pfarrsitz ist Uschlag.

## Beschreibung
Eine Kirche wird erstmals 1425 erwähnt. Die rechteckige verputzte Saalkirche ist im Kern mittelalterlich. Sie wurde 1684 wesentlich verändert. Zu dieser Zeit wurden auch die beiden oberen Geschosse des eingezogenen Chorturms im Osten aus Holzfachwerk gebaut, deren Süd- und Westseite schiefergedeckt sind. Er ist bekrönt mit einer glockenförmigen Haube, auf der eine geschlossene Laterne sitzt. In seinem Glockenstuhl hängen zwei Kirchenglocken, die ältere wurde 1636, die jüngere 1794 von Georg Christian Carl Henschel gegossen. Die Strebepfeiler am Kirchenschiff wurden nachträglich angefügt. Das Portal im Norden wurde 1720 eingebaut. 
Der Innenraum ist mit einem Tonnengewölbe überspannt. Die Empore im Westen ist doppelstöckig, oben steht die Orgel. Die erste Orgel mit 13 Registern, einem Manual und einem Pedal wurde 1777 von Johann Wilhelm Schmerbach den Älteren gebaut. Sie wurde 1913 durch ein Werk mit 16 Registern, zwei Manualen und einem Pedal von P. Furtwängler & Hammer ersetzt, das 1993 wegen irreparabler Schäden abgebaut wurde. Die heutige Orgel mit 13 Registern, verteilt auf zwei Manuale und ein Pedal, wurde 2000 von Werner Bosch gebaut.
Zur Kirchenausstattung gehört ein barockes, zweigeschossiges Altarretabel von 1686. Die Altarbilder zeigen aus der Lebensgeschichte Jesu, unten die Kreuzigung, die Anbetung der Hirten und die Auferstehung, darüber die Himmelfahrt, in der Predella das Abendmahl. Das Taufbecken besteht aus zwei Blöcken, die Kuppa wurde zwischen 1686 und 1694 hinzugefügt.